# BVG TF 26
Die Straßenbahntriebwagen des Typs TF 26 sowie die dazugehörigen Beiwagen des Typs B 26 waren eine Serie von 14 Fahrzeugen, die 1926 bei der Flachbahn der Berliner Hochbahngesellschaft in Dienst gestellt wurden.

## Entwicklung
Als Nachfolger für ihre 1901 in Dienst gestellten Wagen bestellte die Hochbahngesellschaft 1926 bei Christoph & Unmack in Niesky fünf Trieb- und neun Beiwagen für den Einsatz auf der Straßenbahnlinie zwischen U-Bahnhof Warschauer Brücke und Wagnerplatz. Die Triebwagen ähnelten im Aufbau der zwei Jahre zuvor beschafften Bauart 1924 der Berliner Straßenbahn-Betriebs-Gesellschaft (BSBG), unterschieden sich von dieser aber durch das vorhandene Fahrgestell und die Schiebetüren. Sie erhielten die Wagennummern 13 bis 17. Die Beiwagen entsprachen der Bauart 1925, hatten allerdings wie die Triebwagen einteilige Schiebetüren. Die Wagennummern liefen von 30 bis 38.

Beiwagen 1238 auf der Linie 75E am Savignyplatz, 1962

Mit dem Zusammenschluss der Hochbahngesellschaft mit der BSBG und der ABOAG zur Berliner Verkehrs-Aktiengesellschaft (BVG) erhielten die Wagen die neuen Nummern 4361 bis 4365 (Triebwagen) beziehungsweise 1231II bis 1239II (Beiwagen).
1939 wurden die drei Beiwagen 1236II, 1238II und 1239II für den Betrieb auf der Linie 120 zwischen Bahnhof Spandau-West und Bahnhof Hennigsdorf umgebaut. Da die Linie zwischen Johannesstift und Nieder Neuendorf auf den Gleisen der Bötzowbahn verkehrte, erhielten sie breitere Radreifen und zusätzliche Signaleinrichtungen. Wagen 1236II ging während dieser Einsatzzeit im Zweiten Weltkrieg verloren.
Mit der Verwaltungstrennung der BVG am 1. August 1949 verblieben alle fünf Triebwagen in Ost-Berlin, ebenso die Beiwagen 1231II bis 1235II sowie 1237II. Die Linienkästen der Triebwagen wurden 1950 denen des Typs T 24 angepasst. Die beiden Beiwagen 1238II und 1239II blieben in West-Berlin. Während Wagen 1239 im Jahr 1955 ausgemustert und verschrottet wurde, verkehrte Wagen 1238II bis 1966.
Wagen 4362 gelangte Anfang 1956 zur Woltersdorfer Straßenbahn und erhielt dort zunächst die Wagennummer 6II, später die Nummer 10II. Die übrigen Triebwagen wurden bis 1961 ausgemustert. Die sechs verblieben Beiwagen wurden 1965 in das Rekoprogramm mit einbezogen und zu Beiwagen des Typs BE 64 umgebaut. Sie verkehrten zunächst mit den Nummern 2067II bis 2072II, ab 1970 mit den Nummern 267 246 bis 267 251.
Der Woltersdorfer Triebwagen wurde bis 1970 im Personenverkehr eingesetzt und danach ausgemustert. 1979 kam er nach Berlin zurück, wo er gegenwärtig vom Denkmalpflege-Verein Nahverkehr Berlin betreut wird. Der Wagen soll aufgearbeitet und in den Ursprungszustand zurückversetzt werden.